# Cerritos (Kalifornija)
Cerritos je grad u američkoj saveznoj državi Kalifornija. Prema popisu stanovništva iz 2010. u njemu je živjelo 49,041 stanovnika.